# Sonia Bompastor
Sonia Bompastor (* 8. Juni 1980 in Blois) ist eine ehemalige französische Fußballspielerin. Die anfangs überwiegend im defensiven Mittelfeld, später in einer offensiven Außenverteidigerrolle fungierende Tochter einer portugiesischen Einwandererfamilie trug zuletzt die Farben von Olympique Lyon; außerdem war sie über zwölf Jahre Stammspielerin in der Frauennationalelf. Nach insgesamt acht nationalen Meistertiteln, vier französischen und zwei Europapokalsiegen beendete sie 2013 ihre aktive Laufbahn.
Gleich anschließend arbeitete sie bei OL im Nachwuchsbereich, erwarb alle erforderlichen Trainerdiplome und wurde 2021 zur Cheftrainerin der ersten Frauenmannschaft befördert. Seit 2024 trainiert sie die Frauen des Chelsea FC.

## Vereinskarriere
Bompastor trat als Achtjährige der Union Sportive an ihrem damaligen Wohnort Mer bei, wo sie anfangs in der Knabenmannschaft spielte. Dass sie dabei von gegnerischer Seite häufiger Sätze wie „Die US Mer hat ein Mädchen aufgestellt, da haben wir leichtes Spiel“ zu hören bekam, empfand sie im Rückblick als positiv, weil das „dazu beigetragen [hat], meinen Kampfgeist zu steigern“. Als sie zu alt war, um noch in einer gemischten Mannschaft antreten zu dürfen – in Frankreich ist dies bis zum 12. Lebensjahr zulässig –, wechselte sie zur benachbarten US Thoury, die über ein Frauenteam verfügte. Dort wurde sie bereits in ihrem ersten Jahr in der Ligafrauschaft eingesetzt, die in der Division d’Honneur, der dritten Liga, antrat. Fünf Jahre später (1997) schloss Sonia Bompastor sich dem Tours EC an. Ab 1998 fand sie im nationalen Frauenfußball-Leistungszentrum in Clairefontaine Aufnahme, wo sie parallel zu ihrer Berufsausbildung – sie hat einen Schulabschluss im Handelssektor – „von montags bis freitags trainiert“ und am Wochenende für ihren Verein gespielt hat. In Clairefontaine wurden, eigener Aussage zufolge, die Grundlagen für ihre erfolgreiche Karriere gelegt: „Härte und Ausdauer, taktisches Verständnis, aber auch Erhalt der Leistungsfähigkeit und Methoden der Regeneration“. Nachdem sie von Tours zu ESOF La Roche gewechselt war, debütierte sie im Jahre 2000 in der ersten französischen Liga.
Erste Titel gewann die nur 1,62 m große, wenig über 50 kg wiegende Sonia Bompastor mit dem HSC Montpellier, dem sie 2002 beigetreten war. Dort stand sie 2004 und 2005 in der Meister- sowie 2006 in der Pokalsiegermannschaft. Danach wechselte sie zu Olympique Lyon, wo sie 2007 und 2008 weitere Meisterschaften und 2008 erneut den Landespokal gewann. Außerdem wurde sie 2008 zum zweiten Mal nach 2004 als beste Spielerin der französischen Liga ausgezeichnet. Im März 2009 wechselte sie für sechs Monate in die US-amerikanische Profiliga Women’s Professional Soccer zu Washington Freedom und kehrte anschließend nach Frankreich zurück, wo sie knapp eine Saison für Paris Saint-Germain spielte. Daran schloss sich ein weiterer Halbjahresvertrag in Washington an. Bei ihren beiden Engagements im US-Fußball hat sie insbesondere die dort praktizierte offensive Ausrichtung schätzen gelernt, aber ebenso den absoluten Professionalismus und nicht zuletzt die besseren Verdienstmöglichkeiten; außerdem habe sie erst in Washington ihren Blick über den „Tellerrand des Fußballs“ hinaus entwickelt. Bompastor nennt ihre dortige Mannschaftskameradin Abby Wambach als „Inbegriff einer professionellen Sportlerin auf höchstem Niveau“. Sie selbst wurde in das All-Star-Team der Frauenliga berufen.
Nach ihrem zweiten USA-Aufenthalt schloss sie sich 2010 wieder Olympique Lyon an und sammelte dort jährlich weitere Titel in der Division 1 Féminine, der Coupe de France und zusätzlich auch auf internationaler Ebene: 2011 und 2012 nahm sie jeweils als Olympiques Spielführerin die Siegestrophäe der UEFA Champions League entgegen.
Ihr Lyoner Vereinstrainer Patrice Lair charakterisierte 2012 Bompastors Rolle auf und neben dem Spielfeld mit den Worten: „Aufgrund ihrer Professionalität, ihres Einsatzes und ihres unbedingten Siegeswillens wäre sie auch in jeder Männermannschaft die Anführerin“.

## In der Nationalelf
Ihr Debüt in der französischen A-Nationalmannschaft feierte Sonia Bompastor, 19-jährig, am 26. Februar 2000 in einem Spiel gegen Schottland. In der Folge entwickelte sie sich zur Stammspielerin der Bleues; dabei war ihre Rolle beim Aufstieg der Französinnen an die europäische und später an die Weltspitze sowohl unter der Nationaltrainerin Élisabeth Loisel als auch unter deren Nachfolger Bruno Bini unumstritten. Sie nahm an drei Europameisterschafts- (2001 in Deutschland, 2005 in England und 2009 in Finnland) sowie an zwei Weltmeisterschaftsendrunden (2003 in den Vereinigten Staaten und 2011 in Deutschland) teil. Sie gehörte zudem zum französischen Olympiaaufgebot 2012 in London. Insgesamt brachte sie es bei diesen Kontinentalturnieren auf 24 Einsätze, allesamt in der Startelf, und fehlte lediglich bei einem einzigen Spiel Frankreichs: 2011 hatte Trainer Bini die mit einer gelben Karte vorbelastete Bompastor im letzten Gruppenspiel gegen Gastgeber Deutschland auf der Bank gelassen, um nicht im Viertelfinale auf sie verzichten zu müssen.
Ihr 100. Länderspiel hatte Bompastor am 27. September 2008 bei einem EM-Qualifikationsspiel gegen Island absolviert. Am 9. August 2012 beim olympischen Turnier bestritt sie ihre 156. und letzte Begegnung – das gegen Kanada verlorene Match um die Bronzemedaille – für die Bleues, wobei sie in diesem Kreis auch 19 Torerfolge zu verzeichnen hat. Darunter war auch ein Dutzend Partien gegen Auswahlteams aus den deutschsprachigen Ländern, und zwar sechs zwischen 2001 und 2012 gegen die Schweiz, vier gegen Deutschland (zwischen 2003 und 2009) sowie zwei gegen Österreich in den Jahren 2005 und 2006. Mit ihren 156 „Caps“ hat sie hinter Sandrine Soubeyrand die zweitmeisten Länderspiele aller französischen Nationalspielerinnen zu verzeichnen – und auch mehr als Frankreichs Rekordinternationaler bei den Männern, Lilian Thuram. (Stand: 1. Juli 2013)
Am Ende des WM-Turniers 2011 hatte die FIFA Sonia Bompastor in die 12er-Auswahlliste für die Wahl der besten Spielerin des Turniers aufgenommen. Im selben Jahr nominierte sie der Weltverband zudem für ihre zehn Spielerinnen umfassende Vorauswahl für die Auszeichnung als Weltfußballerin des Jahres 2011 (Ballon d’Or).
Bis zuletzt hatte Sonia Bompastor, obwohl von Trainer Bini in keinem Spiel der Saison 2012/13 mehr berücksichtigt, noch gehofft, aufgrund ihrer Leistungen im Verein Aufnahme in den EM-Kader 2013 der Französinnen zu finden. Als diese ausblieb – laut ihren eigenen Worten ein „brutales Ende“ –, entschloss sie sich im Juni 2013, einen Schlusspunkt hinter ihre Karriere zu setzen. Was ihre Nichtberücksichtigung seit den Olympischen Spielen 2012 anbetrifft, vermutete Bompastor, dass sie bezüglich der beiden, aus ihrer Sicht enttäuschenden vierten Plätze 2011 und 2012 gegenüber dem Trainer zu offene Worte verwendet habe. Sie hatte Bini eine „zu wenig profunde Ursachenanalyse für den enttäuschenden vierten Platz in London“ vorgeworfen, seine Trainingsmethoden („kaum einmal Torschusstraining“) und in der Folgezeit auch seine Personalentscheidungen kritisiert.

## Leben nach der Zeit als Spielerin
Sonia Bompastor, die das Trainerdiplom erworben hat, wurde unmittelbar nach ihrem Karriereende in den Stab der OL-Frauschaft aufgenommen. Sie sollte zunächst insbesondere die zukünftigen Champions-League-Gegnerinnen beobachten, die Arbeit der weiblichen Jugendteams koordinieren und als Talentspäherin wirken. Seit 2013 leitete sie Lyons Nachwuchsförderungszentrum für Mädchen und junge Frauen.
Mitte Juni 2015 brachte sie ihr erstes Kind, eine Tochter, zur Welt, übernahm aber bald wieder ihre Führungsfunktion in Lyons Spielerinnen-Académie. Ende April 2021 entließ der Verein vorzeitig Jean-Luc Vasseur, den Cheftrainer der Ligaelf, und setzte Sonia Bompastor an seine Stelle. Sie hat einen Vertrag bis Juni 2023 erhalten. 2022 führte sie Lyons Frauen zum Titel in der Champions League, wodurch sie diesen Wettbewerb als erste sowohl in der Spieler- als auch in der Trainerfunktion gewann.
2025 veröffentlichte sie eine Autobiographie unter dem Titel „Une vie de foot“ („Ein Fußballleben“), worin sie erstmals öffentlich über ihre langjährige Beziehung zu ihrer Co-Trainerin Camille Abily spricht. Das Paar hat vier Kinder.

## Palmarès

### Als Spielerin
- Französische Meisterin: 2004, 2005, 2007, 2008, 2009, 2011, 2012, 2013
- Französische Pokalsiegerin: 2006, 2008, 2012, 2013
- Champions-League-Gewinnerin: 2011, 2012
- Berufung in die Mannschaft des Turniers bei der Weltmeisterschaft 2011
- Auszeichnung mit der UNFP-Trophäe als beste Spielerin der französischen Liga: 2004, 2008

### Als Trainerin
- Champions-League-Gewinnerin: 2022